# Étang Cistude
Pour l’article homonyme, voir Cistude.
L'étang Cistude est un étang français à Saint-Michel-en-Brenne, dans l'Indre. Protégé au sein de la réserve naturelle nationale de Chérine, dans le parc naturel régional de la Brenne, il constitue un site d'observation des oiseaux et est d'ailleurs équipé de plusieurs observatoires ornithologiques.